# Nino Nanetti
Nino Nanetti (Brasil, 1906 - Santander, 1937) fou un comunista italià, voluntari i comandant de milícies durant la Guerra Civil espanyola, que va ser dirigent de les Joventuts Social-Comunistes italianes. Havia nascut al Brasil però s'havia criat a Bolonya a Itàlia.
Va ser uns dels voluntaris de primera hora com que ja a l'agost de 1936 lluitava al front d'Aragó. Hi dirigeix la centúria Gastone Sozzi. Va estar-se després a París, on va ajudar en la inscripció de voluntaris per a les Brigades Internacionals, que després passaven a Albacete, on van ser instruïdes.
El 31 de desembre de 1936 substituí Barceló, ferit, al capdavant de la 35a brigada, situada entre Valdemorillo i Villafranca del Castillo. Va participàr en la tercera fase de la batalla de la carretera de La Corunya (del 3 a l'11 de gener de 1937), on tingué una actuació destacada.
El dia 13 de març de 1937 va substituir Lacalle com a cap de la 12a Divisió i va participar en la batalla de Guadalajara per l'ala esquerra de l'atac republicà. A mitjan maig va haver de deixar el seu lloc en la 12a Divisió quan va ser enviat al front del Nord.
Al Nord, després de diversos dies sense comandament pel que sembla per certa oposició dels polítics bascos, dirigí la 6a brigada basca des de mitjan juny i participa en la defensa de Bilbao. Després de la caiguda de la ciutat el 19 de juny, va substituir Vidal com a cap de la 2a Divisió basca. Va caure ferit al Mont Jata prop de Zalla al País Basc el 21 de juny. Va ser evacuat a l'hospital de Santander, on va morir el 19 de juliol de 1937.

## Reconeixement
- A Bolonya, al vestíbul de l’antiga seu de la Diputació, hi ha una placa dedicada a Nino Nanetti i els 36 bolonyesos morts en defensa de la Segona República espanyola[7]
- A Dènia el 14 d'abril de 1938 és va inaugurar la llar d'infants Nino Nanetti.[8]